# タガヤサンミナシ
タガヤサンミナシ（学名: Conus textile）は、腹足綱新腹足目イモガイ科に分類される巻貝の一種。タガヤサンミナシガイ（タガヤサンミナシ貝）とも呼ばれる。同科に属するアンボイナガイと同様、肉食性で、獲物を捕らえるための猛毒を体内に有す。

## 名称
タガヤサンミナシの和名はマメ科の広葉樹のタガヤサン（鉄刀木）に由来し、同種が堅く美しい貝殻を持つことと関連している。ミナシとは、イモガイの仲間の別名（身無）で、殻口が狭く、貝の身が貝殻の奥まで引っ込むことにより無くなってしまったように見えることに由来する。

## 形態
成貝の殻長は約9 - 10、あるいは12センチメートルほどで、最大だと15センチメートルになる。殻幅は約5.5センチメートル。螺塔は円錐型、やや太めの倒卵形をしている。殻の表面はセル・オートマトンのルール30に類似する模様となっている。殻の色は黄褐色から褐色に近く、そこに黒褐色の縦模様が波状に入る。加えて白い三角斑が並んでおり、配置は基本的に不規則だが、特に底部、中央部に帯を巻くようにして並んでいる。殻頂にも同様の模様がある。殻口は白い。
吻の先端には銛のように尖った歯舌が付いており、狩りに使う。吻は殻のどの部位のところまでも伸ばすことができる。

## 分布
紅海、インド洋のアフリカ大陸東岸からオーストラリア大陸周辺、ニュージーランド、更にはフランス領ポリネシアやハワイに至るまでの熱帯の海域に広く分布する。日本では紀州以南の水域に生息し、水深10 - 30メートルほどの砂底に住まう。

## 生態

### 生活環
メスは一度に数百個の卵を産み、約16 - 17日後に孵化する。孵化した幼生は約16日間、水流の中を漂い、その後海底に住み着くようになる。この時点で、体長は約1.5ミリメートルほどにまで成長する。

### 摂食
他のイモガイ科の貝類と同様に、有毒の捕食者である。毒腺を持ち、歯舌を用いて毒性の強い神経毒であるコノトキシンを獲物に打ち込んで麻痺させ、これを捕食する。獲物となる対象は巻貝の仲間である（貝食性）。
イモガイ類の持つ毒は普通人間に対しても有害であり、2004年の報告では、約30人の人間がイモガイの毒が原因で死亡したとされる。タガヤサンミナシに関しても、ヒトが刺された場合、激しい痛み、痺れ、めまいや嘔吐などの症状が顕れる。アンボイナガイ以外のイモガイ類はヒトを死に至らしめる程度の強さの毒は持たないとする見解もあるが、2021年にはオーストラリアで10代の若者が生きたタガヤサンミナシを拾って触れたことにより被害を被ったという事故があった。

## 参考資料
- 波部忠重、奥谷喬司、西脇三郎『軟体動物学概説』 上、サイエンティスト社、1994年10月15日。
- 波部忠重、奥谷喬司、西脇三郎『軟体動物学概説』 下、サイエンティスト社、1999年11月15日。
- 佐々木猛智『貝の博物誌』東京大学総合研究博物館〈東京大学コレクション XV〉、2002年10月1日。
- 奥谷喬司、吉葉繁雄『貝のミラクル』東海大学出版会、1997年。ISBN 4-486-01413-8。全国書誌番号:98059996。